# 10. Räumbootsflottille
Die 10. Räumbootsflottille war ein Marineverband der deutschen Kriegsmarine im Zweiten Weltkrieg.
Die Flottille wurde im Februar und März 1942 in Cuxhaven mit den acht Booten R 175 – R 177, R 179 – R 182 und R 184 des Typs Räumboot 1937–1943 aufgestellt und dann im Juli 1942 in den Ärmelkanal nach Ouistreham verlegt, von wo aus sie – als Teil der 2. Sicherungs-Division – Minen- und Sicherungsaufgaben erfüllte.  Nach der alliierten Invasion der Normandie im Juni 1944 wurde die Flottille am 22. August 1944 wegen ihrer weitgehenden Vernichtung aufgelöst.
Begleitschiff der Flottille war ab 1943 das 1941/42 zum R-Boot-Begleitschiff Von der Lippe umgebaute und umbenannte ehemalige Minensuchboot M 546 (ex Taku, ex M 146). Flottillenchef war Kapitänleutnant (später Korvettenkapitän) Herbert Nau.

## Boote und Verbleib
| Nummer | Zur Flottille | Verbleib |
| ------ | ------------- | --- |
| R 175  | Feb. 1942     | 1944 zur 17. R-Flottille; 1945 zum GMSA (3. Minenräumdivision in Kopenhagen); 19. Nov. 1947 an Dänemark als MR 175 ausgeliefert; 1948 abgewrackt |
| R 176  | Feb. 1942     | 1944 zur 17. R-Flottille; 1945 zum GMSA (3. Minenräumdivision in Kopenhagen); 19. Nov. 1947 an Dänemark als MR 176 ausgeliefert; 1948 abgewrackt |
| R 177  | Feb. 1942     | 1944 zur 13. R-Flottille; 28. Feb. 1945 bei Stolpmünde gesunken                                                                                  |
| R 179  | Feb. 1942     | 15. Mai 1944 nach Minentreffer vor Le Havre gesunken                                                                                             |
| R 180  | Feb. 1942     | 2. Juli 1944 durch britische MTB bei Fécamp versenkt                                                                                             |
| R 181  | Feb. 1942     | 1944 zur 17. R-Flottille, 1945 zum GMSA (3. Minenräumdivision in Kopenhagen); 19. Nov. 1947 an Dänemark als MR 181 ausgeliefert                  |
| R 182  | März 1942     | 15. Juni 1944 bei Fliegerangriff bei Le Havre versenkt; gehoben und repariert; 16. August 1944 bei Chatou auf der Seine selbstversenkt           |
| R 184  | April 1942    | 16. August 1942 durch britische MGBs nordwestlich von Calais versenkt                                                                            |
| R 190  | Juli 1942     | 1944 zur 12. R-Flottille; 20. Mai 1944 bei Fliegerangriff in der Straße von Otranto versenkt                                                     |
| R 213  | Jan. 1943     | 16. August 1944 bei Chatou auf der Seine selbstversenkt                                                                                          |
| R 217  | Juni 1943     | 16. August 1944 bei Chatou auf der Seine selbstversenkt                                                                                          |
| R 218  | Juli 1943     | 1943–1944 bei der 4. R-Flottille; 19. August 1944 im Gefecht mit britischen MTBs beim Kap d’Antifer gesunken                                     |
| R 219  | August 1943   | 1944 zur 14. R-Flottille; 24. August 1944 bei Einfahrt nach Dieppe durch MTB- und Jagdbomberangriff versenkt                                     |
| R 221  | Sept. 1943    | 6. Juni 1944 bei Fliegerangriff bei Blainville-sur-Mer versenkt                                                                                  |
| R 222  | Oktober 1943  | 21. Februar 1944 nach Minentreffer östlich von Schleimünde gesunken                                                                              |
| R 224  | Dez. 1943     | 6. Juli 1944 nach Explosion in Le Havre gesunken                                                                                                 |
| R 234  | Okt. 1943     | 1945 zur 25. R-Flottille; 1945 zum GMSA; 26. Oktober 1945 an die Sowjetunion ausgeliefert                                                        |